# 13209 Arnhem
13209 Arnhem eller 1997 GQ41 är en asteroid i huvudbältet som upptäcktes den 9 april 1997 av den belgiske astronomen Eric W. Elst vid La Silla-observatoriet. Den är uppkallad efter den nederländska staden Arnhem.